# Tereswa (rzeka)
Tereswa (ukr. Тересва) – rzeka na ukraińskim Zakarpaciu, w dorzeczu Cisy. Długość – 56 km, powierzchnia zlewni – 1225 km². 
Tereswa powstaje z połączenia koło wsi Ust-Czorna dwóch potoków: Mokrianki, wypływającej spod masywu Popadii w Gorganach i Brusturianki, spływającej z północnych zboczy pasma Świdowiec. Płynie na południowy wschód głęboko wciętą doliną, oddzielającą Świdowiec na wschodzie od Połoniny Czerwonej na zachodzie. W dolnym biegu wypływa do Kotliny Marmaroskiej, gdzie wpada do Cisy we wsi Tereswa, kilka kilometrów powyżej miasta Tiacziw.